# Clemència d'Hongria
Clemència d'Hongria (1293 - París 1328), princesa d'Hongria i reina consort de França i Navarra (1315-1316).

## Orígens familiars
Filla del rei Carles I d'Hongria i la seva esposa Clemència d'Habsburg. Era neta per línia paterna de Carles II de Nàpols i Maria d'Hongria, i per línia materna de Rodolf I i Agnès de Borgonya.

## Núpcies i descendents
Es casà el 19 d'agost de 1315 a París amb el rei Lluís X de França, del qual fou la seva segona esposa. D'aquesta unió va néixer un fill:
- el príncep Joan I de França (1316), rei de França

El 15 d'agost de 1315 la primera esposa de Lluís X morí confinada al castell de Gaillard. Quatre dies més tard el rei Lluís es casà de nou amb la princesa hongaresa. Aquesta rapidesa en el nou casament comportà que corrès el rumor entre la Cort que ell havia estat el causant de la mort sobtada de la seva primera esposa, la qual havia estat confinada per infidelitat. El 24 d'agost del mateix any Clemència fou coronada a la catedral de Reims.
Clemència enviudà ràpidament el juny de 1316 embarassada d'un fill, el futur rei Joan I de França.
Deixà la Cort francesa per passar a residir a la ciutat d'Avinyó, i el 1318 entrà a formar part d'un convent dominic a Ais-en-Provence. Alguns anys després retornà a París, on morí el 12 d'octubre de 1328 a l'edat de trenta-cinc anys. El seu cos fou enterrat tres dies després al convent dels Jacobins a París.